# 퀘넹구

퀘넹 구

퀘넹구(영어: Kweneng District)는 보츠와나 남부에 위치한 구로, 행정 중심지는 몰레폴롤레이며 면적은 35,890km2, 인구는 230,335명(2001년 기준)이다. 북동쪽으로는 중부구, 동쪽으로는 카틀렝구, 남동쪽으로는 남동부구와 인접해 있으며 남쪽으로는 남부구, 서쪽으로는 칼라가디구, 북쪽으로는 간지구와 인접해 있다.